# Karin Rauschen

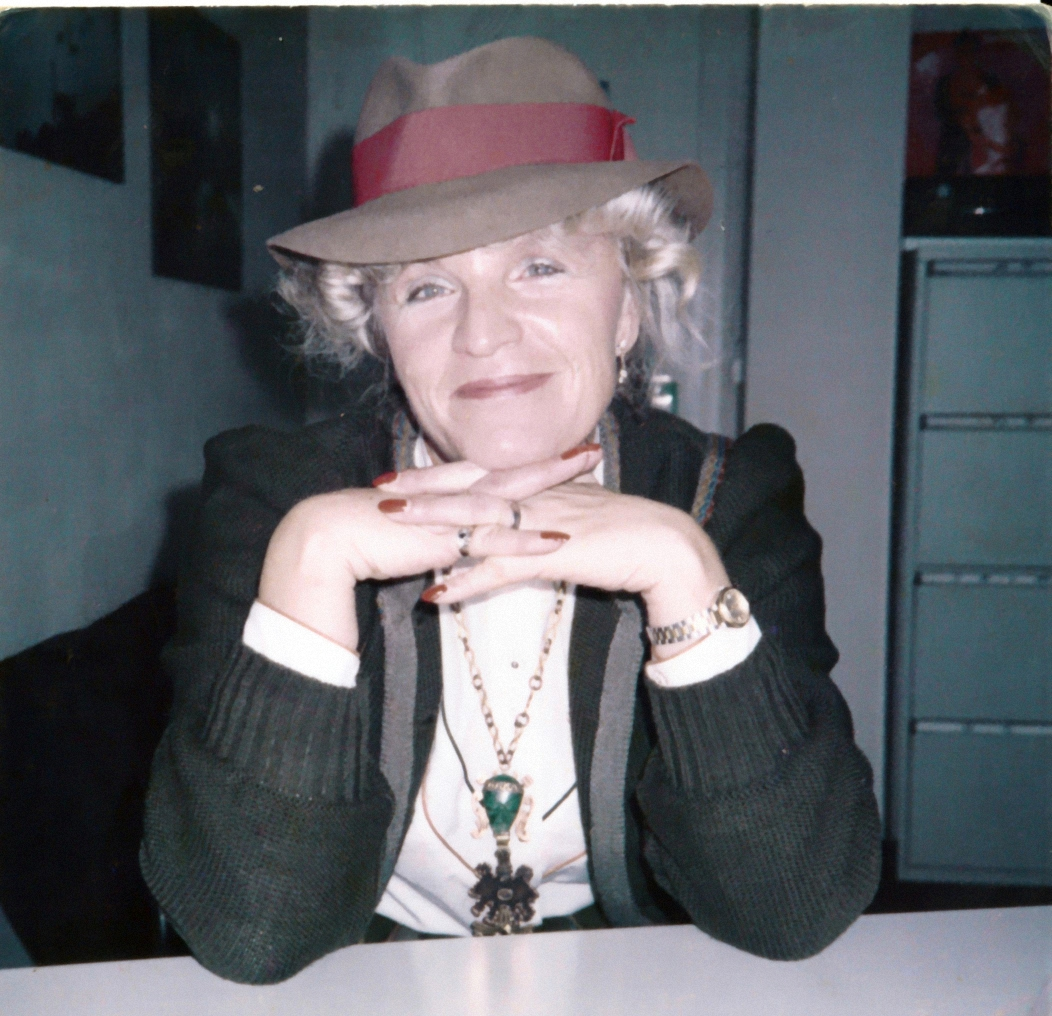
Karin Rauschen

Karin Rauschen (* 26. August 1940 in Wuppertal als Karin Rauschenberg) ist eine deutsche Schlagersängerin, die für ihre Seemannslieder bekannt ist.

## Leben
In Wuppertal besuchte Rauschenberg acht Jahre die örtliche Volksschule und wechselte danach in die zweijährige Handelsschule, um anschließend eine Lehre als Einzelhandelskauffrau zu beginnen. Schon während der Schulzeit trat sie bei Schulfesten und Karnevalsveranstaltungen im heimischen Raum auf.
1970 nahm das Label Maritim mit ihr die erste Schallplatte, „Die kleine Hafenkneipe (Lieder von der See)“, auf. Es folgten weitere 5 Singles, unter anderem „Suche Dein Glück“, „Santa Maria“ und „Alle Mann an Deck“.
1973 errang sie bei einem Festival in Linz den 2. Platz der weiblichen Interpreten und dadurch die erste Fernsehsendung, „Musikreport“ bei der ARD. Sie kündigte ihren Einzelhandelsjob und konzentrierte sich ganz auf ihre Gesangskarriere. 1978 erschien die erste Langspielplatte, ein Album mit Seemannsliedern. Um nicht auf dieses Genre festgelegt zu werden, erweiterte sie ihr Repertoire, wodurch Funkhäuser auf sie aufmerksam wurden. Sie sang oft beim Bremer Hafenkonzert und beim Hamburger Hafenkonzert. Es folgten Auftritte im ZDF Sonntagskonzert und der Drehscheibe. Der Saarländische Rundfunk bot ihr die Gelegenheit, im „Krug zum grünen Kranze“ mitzuwirken. Dazwischen tourte Karin Rauschen durch Deutschland und die umliegenden Nachbarstaaten und auf Kreuzfahrtschiffen.
Am 11. Dezember 1983 hatte sie einen Auftritt bei Zum Blauen Bock in Bad Orb.
Heute lebt Karin Rauschen in Waldbrunn im Westerwald.

## Diskografie

### Singles (Auswahl)
- 1970: Suche Dein Glück (Intercord)
- 1970: Santa Maria (Philips)
- 1971: Alle Mann An Deck (Philips)
- 1978: Die kleine Hafenkneipe (Maritim)

### Alben (Auswahl)
- 1978: Die Kleine Hafenkneipe (Lieder Von Der See) (Maritim)
- 1981: Über Sieben Meere (Heimat-Melodie)
- 1985: Interton Trio, Karin Rauschen & Barbara Kornek – Adventsmarkt Auf Dem Lindenplatz (Bawack-Musik)